# Microserica panzona
Microserica panzona är en skalbaggsart som beskrevs av Ahrens 2005. Microserica panzona ingår i släktet Microserica och familjen Melolonthidae. Inga underarter finns listade i Catalogue of Life.